# Operacja jasko-kiszyniowska
Operacja jasko-kiszyniowska – strategiczna operacja zaczepna Armii Czerwonej na froncie wschodnim, w dniach od 20 sierpnia do 29 sierpnia 1944 roku. Głównym celem operacji było wyeliminowanie Królestwa Rumunii z udziału w wojnie oraz zajęcie obszarów roponośnych w regionie Ploeszti.

## Położenie walczących stron
W toku walk wiosną 1944 Armia Czerwona wkroczyła na terytorium Rumunii, wzdłuż wschodniego brzegu Dniestru aż do Morza Czarnego. Dowództwo radzieckie dostrzegało możliwość okrążenia i zniszczenia wojsk niemieckich skoncentrowanych w okolicach Kiszyniowa siłami 2 Frontu Ukraińskiego Rodiona Malinowskiego i 3 Frontu Ukraińskiego generała Fiodora Tołbuchina. Strona niemiecka uważała za priorytet obronę pól naftowych oraz utrzymanie po swojej stronie bałkańskich sojuszników. Do wypełnienia tego zadania przeznaczono Grupę Armii Południowa Ukraina, w skład której wchodziły: niemieckie 6 Armia, 8 Armia i XVII Korpus Armijny.

## Przebieg
20 sierpnia wojska generała Malinowskiego przeszły do natarcia, do 21 sierpnia opanowując Jassy. Wojska generała Tołbuchina atakując z rejonu Bandery opanowały 22 sierpnia Akerman. 24 sierpnia oddziały obydwu frontów dotarły nad rzekę Prut i zajęły Kiszyniów, całkowicie okrążając zgrupowanie niemieckie (ok. 20 dywizji – 200 000 ludzi). 25 sierpnia wyzwolono Izmaił, a 28 sierpnia zajęto region miasta Braiła. Do 29 sierpnia zakończono likwidację okrążonych jednostek niemieckich. Równocześnie działania prowadziła Flota Czarnomorska, wysadzając na około 600 małych jednostkach desanty, które zajęły 24 sierpnia port Kilia, a 27 sierpnia Gałacz. Po zakończeniu głównej fazy operacji jednostki 2 Frontu Ukraińskiego otrzymały rozkaz kontynuowania działań w kierunku Ploeszti, zaś jednostki 3 Frontu Ukraińskiego miały kontynuować marsz w stronę granicy rumuńsko-bułgarskiej.

## Konsekwencje operacji
Operacja jasko-kiszyniowska przyśpieszyła wybuch powstania w Bukareszcie (23 sierpnia), skutkiem którego został obalony marszałek Ion Antonescu, a Rumunia wystąpiła z sojuszu z III Rzeszą z 24 sierpnia i przystąpiła do wojny po stronie aliantów 25 sierpnia. 
20 sierpnia miał miejsce silny nalot amerykańskiego lotnictwa na Konstancę, a następnie silne ataki lotnictwa radzieckiego, których celem była Sulina w ujściu Dunaju. Wszystkie one wyrządziły katastrofalne szkody wśród urządzeń portowych i zadały ciężkie straty bazującym w Konstancy jednostkom Kriegsmarine. Zatonął wówczas m.in. okręt podwodny U-9, 9 ścigaczy torpedowych (m.in. S-42, S-52, S-131), 8 kutrów trałowych i 4 transportowce. W zaistniałej sytuacji pozostałe okręty niemieckie opuściły Konstancę. Okręty podwodne U-18 i U-24, ścigacze torpedowe S-28 i S-149 oraz kuter trałowy KT-39, ciężko uszkodzone i niezdolne do wyjścia w morze, zostały zatopione przez własne załogi na redzie Konstancy 25 sierpnia.
Kriegsmarine podjęła działania również przeciwko flocie rumuńskiej. 1 września 1944 u wyjścia do Konstancy okręt podwodny U-23 zaatakował torpedami niszczyciel "Regele Ferdinand" oraz frachtowiec "Oituz" (2886 BRT), ten ostatni ciężko uszkadzając (nie został już naprawiony).

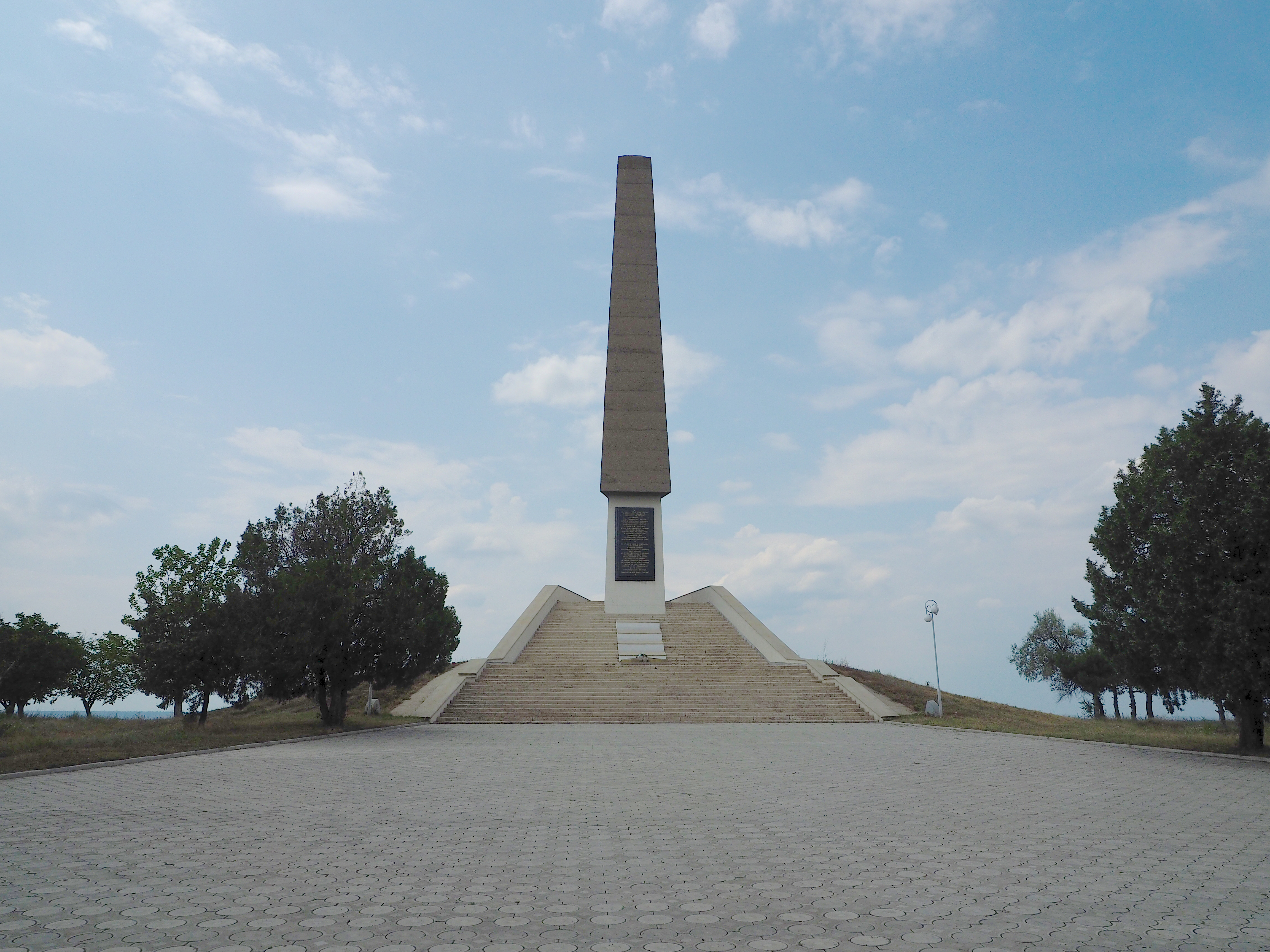
Pomnik operacji jasko-kiszyniowskiej w Chițcani

Po utracie rumuńskich baz morskich, niemieckie okręty skierowano do Burgas i Warny w neutralnym wobec ZSRR Carstwie Bułgarii. Korzystanie z tych portów okazało się niemożliwe. W nocy 29 sierpnia/30 sierpnia sto kilkadziesiąt jednostek Kriegsmarine (m.in. 4 ścigacze torpedowe, 14 patrolowców, 24 ścigacze okrętów podwodnych, liczne promy artyleryjskie i transportowe oraz 700-tonowe transportowce) uległo samozatopieniu tuż poza granicą bułgarskich wód terytorialnych. Los ten ominął jeden ścigacz okrętów podwodnych (UJ-117, dawniej okręt-pułapka "Schiff-19"), jeden kuter trałowy, kilka kutrów patrolowych KFK i 700-tonowy transportowiec KT-104, które przekazano Bułgarii tytułem odszkodowania za statki utracone w niemieckiej służbie.
Jednostki, które usiłowały przedrzeć się w górę Dunaju (około 200, od małych okrętów wojennych, przez statki warsztatowe, szpitalne i różnorodne cywilne, po pływający sprzęt saperski), ostatecznie nie zdołały dopłynąć do terenów wciąż kontrolowanych przez Wehrmacht i zostały zniszczone przez własne załogi pod Prahovem 2 września 1944.
Ostatnim sukcesem Kriegsmarine w rejonie Morza Czarnego było zatopienie radzieckiego trałowca "Wzryw" przez okręt podwodny U-19 2 września. 10 września 1944 U-20 i U-23 zostały zatopione przez własne załogi u brzegów Turcji, a 11 września taki sam koniec spotkał U-19 i 4 ocalałe do tej pory promy transportowe. Zniszczenie tych jednostek oznaczał kres Kriegsmarine na Morzu Czarnym.
Za odniesienie tego zwycięstwa Rodion Malinowski i Fiodor Tołbuchin otrzymali tytuł marszałka Związku Radzieckiego.